# Bletilla foliosa
Bletilla foliosa är en orkidéart som först beskrevs av George King och Robert Pantling, och fick sitt nu gällande namn av Tang och Fa Tsuan Wang. Bletilla foliosa ingår i släktet Bletilla och familjen orkidéer. Inga underarter finns listade i Catalogue of Life.